# Sayers Common
Sayers Common – wieś w Anglii, w hrabstwie West Sussex, w dystrykcie Mid Sussex. Leży 43 km na wschód od miasta Chichester i 63 km na południe od Londynu.